# Villa Meier-Severini

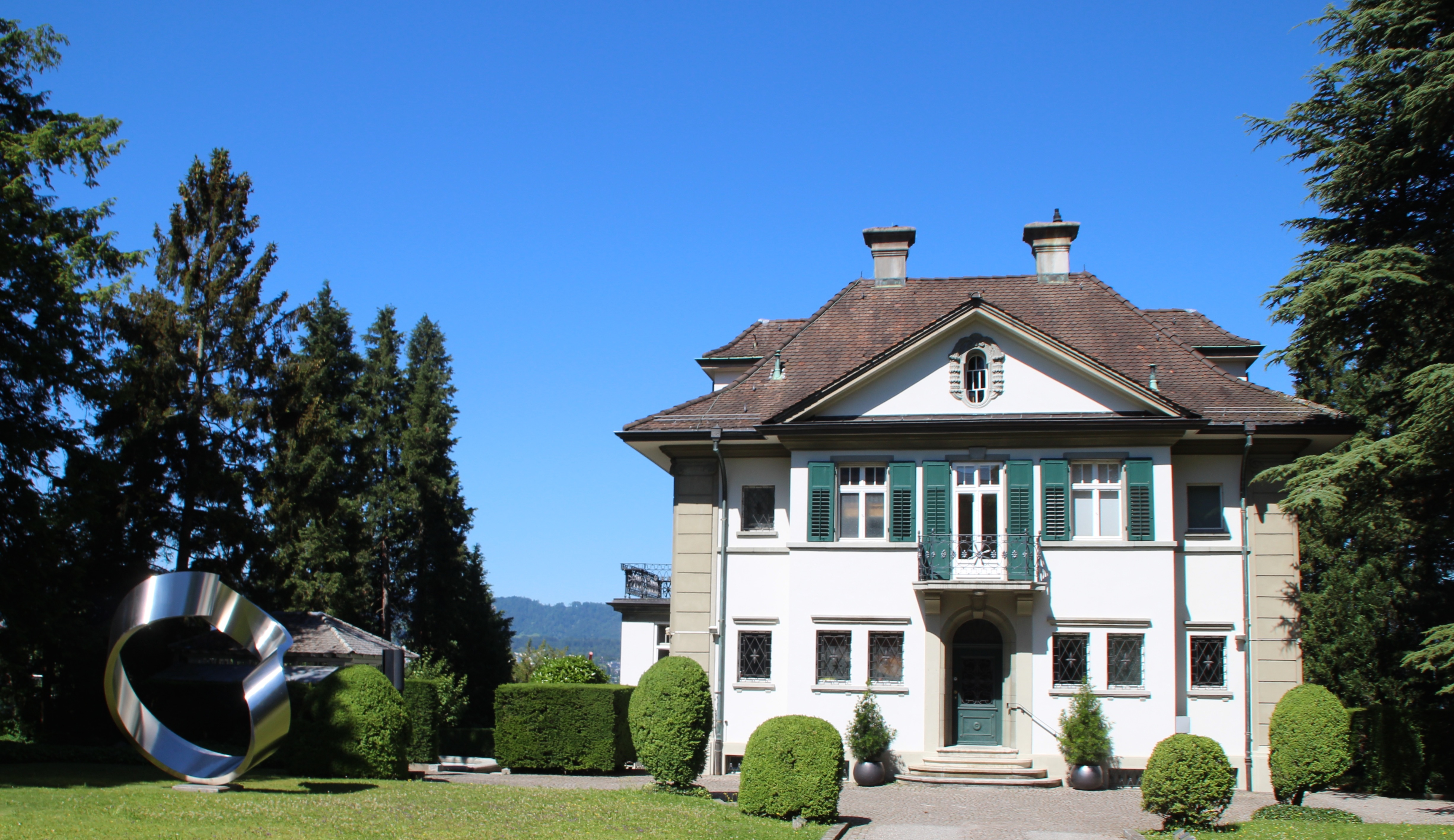
Ansicht von Osten

Die Villa Meier-Severini steht an der Zollikerstrasse 86 in Zollikon im Kanton Zürich. Sie steht in einem 4244 m² grossen Park und ist im Verzeichnis der Objekte von überkommunaler Bedeutung der kantonalen Denkmalpflege aufgeführt.

## Villa

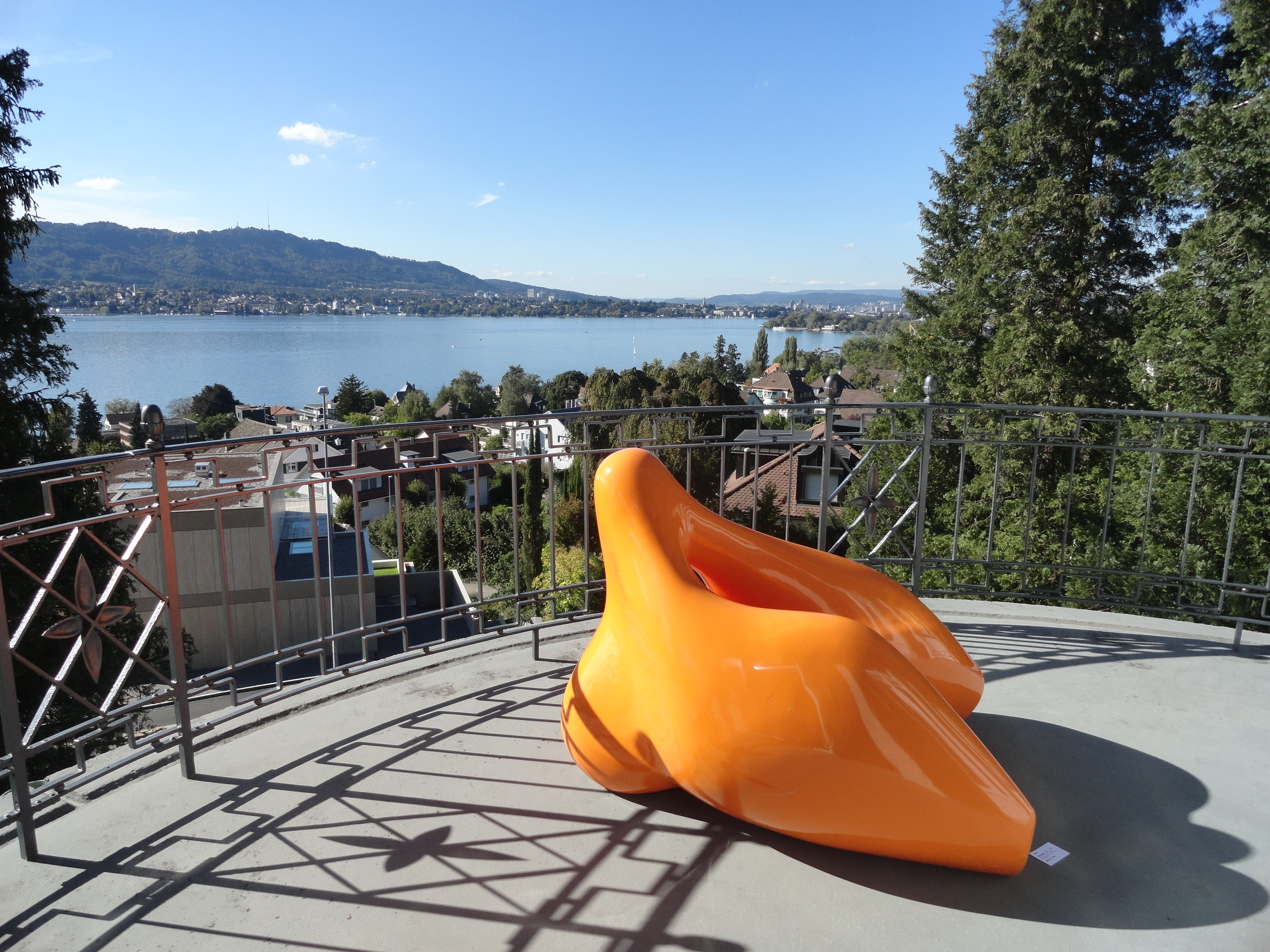
Balkon mit Blick auf Zürich

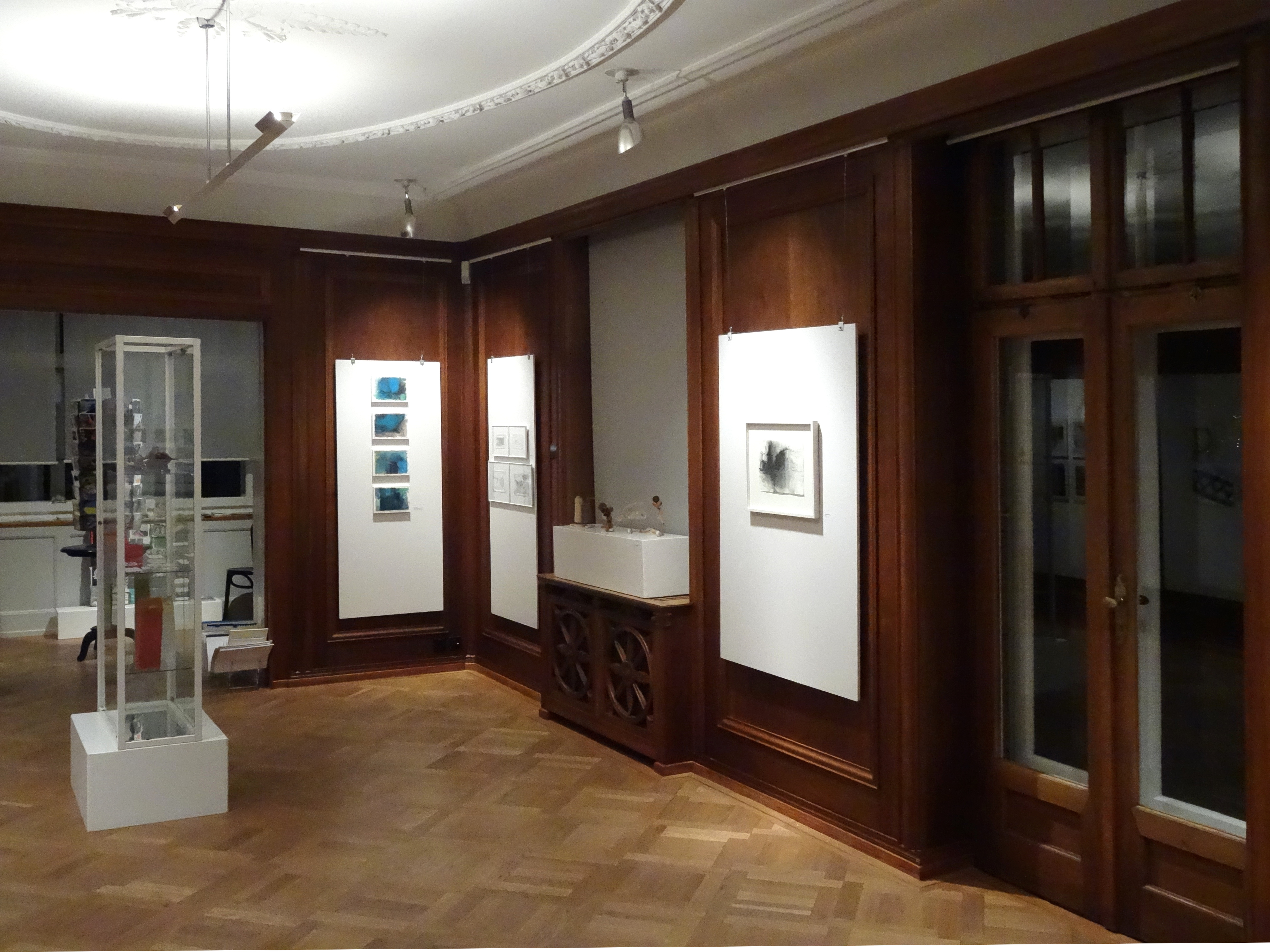
Ausstellungsraum

Gebaut wurde die klassizistische Villa 1923 vom Bauunternehmer Heinrich Hatt-Haller. Architekt war der Zürcher Gustav von Tobel (1880–1956), der in Zürich zahlreiche Bauten errichtete. Zunächst gehörte sie dem in Mailand lebenden Zolliker Kaufmann Robert Meier (* 1882), dessen Tochter den italienischen Conte Severini heiratete – wobei dessen Adelsstand offenbar nicht über jeden Zweifel erhaben war.
Im Juni 1950 kaufte die Gemeinde Zollikon die Villa für den Betrag von Fr. 361'500.–. Es bestand die Absicht, neben oder an Stelle der Villa ein Mehrzweckgebäude zu errichten, da Zollikon nach dem Abbruch des Casinos am See 1952 über keinen Saal für grössere Anlässe mehr verfügte, zudem sollte die Liegenschaft  «an einer der empfindlichsten Stellen des Dorfes vor Verunstaltung bewahrt werden».
Nachdem sich Pläne für eine Überbauung zerschlagen hatten, wurde die Villa als Dreifamilienhaus genutzt und vermietet, bis sie 1997 an die «Stiftung Dr. Hans Koenig» vermietet wurde. Seit 1986 werden unter dem Titel «Das kleine Format» jährliche Kunstausstellungen gezeigt.
Im März 2007 wurde der Mietvertrag mit der Stiftung aufgelöst, die meisten Objekte blieben jedoch als Leihgabe der Stiftung im Park stehen. Seit 2009 wird die Villa von der Gemeinde für Veranstaltungen wie Ausstellungen und Trauungen zur Verfügung gestellt.

## Sammlung Dr. Hans Koenig

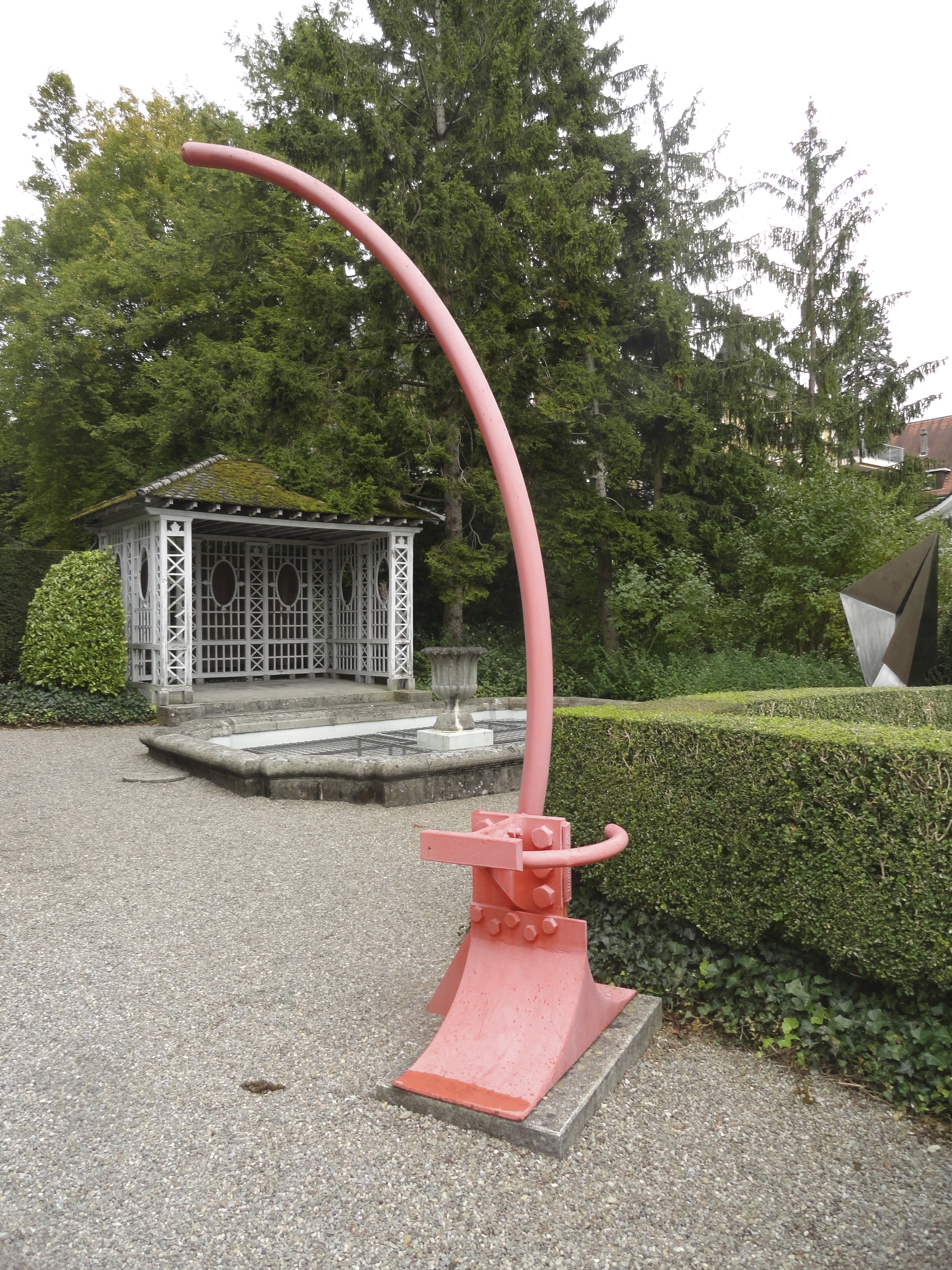
«Danielstengel» von Bernhard Luginbühl

Seit 1992 hat die Stiftung für Eisenplastik Sammlung Dr. Hans Koenig, wie sie seit 1997 offiziell heisst, ihren Sitz in der Villa Meier-Severini in Zollikon, dem Wohnort ihres Begründers Hans Koenig (19. Juli 1924 – 29. September 2005).
Koenigs Interesse galt schon während des Ingenieurstudiums der Kultur und besonders der bildenden Kunst. Er führte als selbständiger Unternehmer in Dietikon einen Betrieb im Bereich Stahl, Metall und Verbindungstechnik. 
Durch Materiallieferungen an Eisenplastiker wie Josef Staub, Silvio Mattioli und anderen kam er in Kontakt zu Künstlern und begann Eisenplastiken zu sammeln. Seine Sammlung vereint Werke aller namhaften Schweizer Eisenplastiker des 20. Jahrhunderts wie Max Bill, Gottfried Honegger, Schang Hutter, James Licini, Bernhard Luginbühl, Jean Tinguely und Carlo Vivarelli. Werke dieser und anderer Künstler sind im Park um das Haus ausgestellt.
Als einziger Ausstellungsort der Schweiz zeigt die Stiftung einen Überblick über das Werk von Schweizer Eisen- und Stahlplastikern seit der Pionierzeit der 1930er- und 1950er-Jahre. Ergänzt wird sie durch Werke ausländischer Bildhauer.